# Domgraben
Der Domgraben (auch Thumgraben oder Connewitzer Graben) war ein Bach zwischen der Altstadt Leipzig und dem südlich davon gelegenen Dorf Connewitz, seit 1891 Stadtteil von Leipzig.
Der Domgraben war der nördlichste der ehemals vier rechten Nebenflüsse der Pleiße bzw. Mühlpleiße auf dem heutigen südlichen Stadtgebiet von Leipzig. Die weiteren waren der Trenkengraben, der Lößniger Mühlgraben und der Leinegraben.
Der Domgraben war der Abfluss der Marienquelle, die sich südöstlich des alten Leipzig auf Thonberger Flur befand und deren Quellfassung heute noch im Wilhelm-Külz-Park (ehemals Amselpark) nahe dem Völkerschlachtdenkmal vorhanden ist. Von hier wandte sich der Domgraben zunächst nach Nordwesten bis zur alten Funkenburg, einem Gut, das vom Ende des 15. bis zum Beginn des 17. Jahrhunderts hier existierte, bevor es in die Stadtnähe verlegt wurde. An der alten Funkenburg, zu deren Flur die Marienquelle gehörte, war der Domgraben zu zwei Teichen aufgestaut. Von hier floss er nach Westen, etwa entlang der heutigen Richard-Lehmann-Straße, bis er kurz vor dem Connewitzer Holz nach Süden abdrehte und sich in den Wiesen der Aue verlief oder in den Connewitzer Streitteich (in der Nähe der heutigen Teichstraße) mündete, was dem Kartenmaterial nicht zu entnehmen ist. Der Teich hatte einen Abfluss zur Pleiße.
1501 kaufte der Rat der Stadt Leipzig dem Besitzer der Funkenburg die Hälfte der Wasserrechte ab und führte die Hälfte des Domgrabenwassers als Trinkwasser für die bessergestellten Leipziger in die Stadt. Diese hölzerne Wasserleitung verfiel im Dreißigjährigen Krieg.

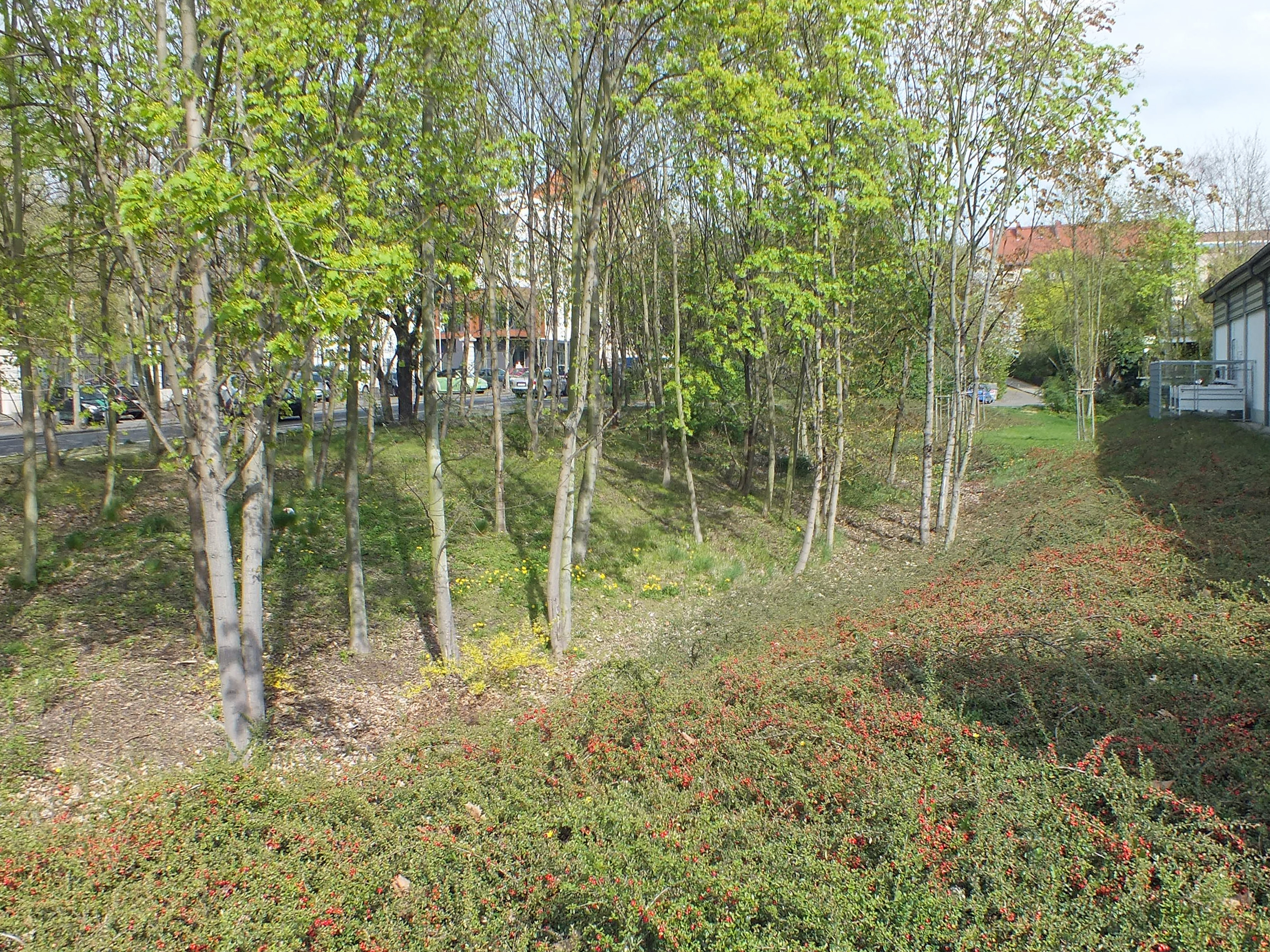
Die Stelle des ehemaligen Domgraben-Verlaufs

Zum Ende des 19. Jahrhunderts versiegte der Marienbrunnen, weil die hydrogeologische Struktur durch Geländeeinschnitte beim Bahnbau, durch Sandgruben und andere Baumaßnahmen gestört war. Der Graben wurde verfüllt, insbesondere bei der Bebauung der entstehenden Kaiserin-Augusta-Straße (Richard-Lehmann-Straße). Heute erinnern nur noch eine tiefer liegende unbebaute Stelle an der Südostecke der Kreuzung Richard-Lehmann-/Windscheidstraße an den früheren Verlauf des Domgrabens und nach Starkregen regelmäßig auftretende Überflutungen von Kleingärten im ehemaligen Bachverlauf an der Richard-Lehmann-Straße.